# Vratislav Jonáš
Vratislav Jonáš (23. prosince 1899 Královské Vinohrady – 7. května 1968 Praha) byl český lékař, profesor Univerzity Karlovy, internista a kardiolog a přednosta I. interní kliniky Vinohradské fakultní nemocnice v Praze.

## Životopis

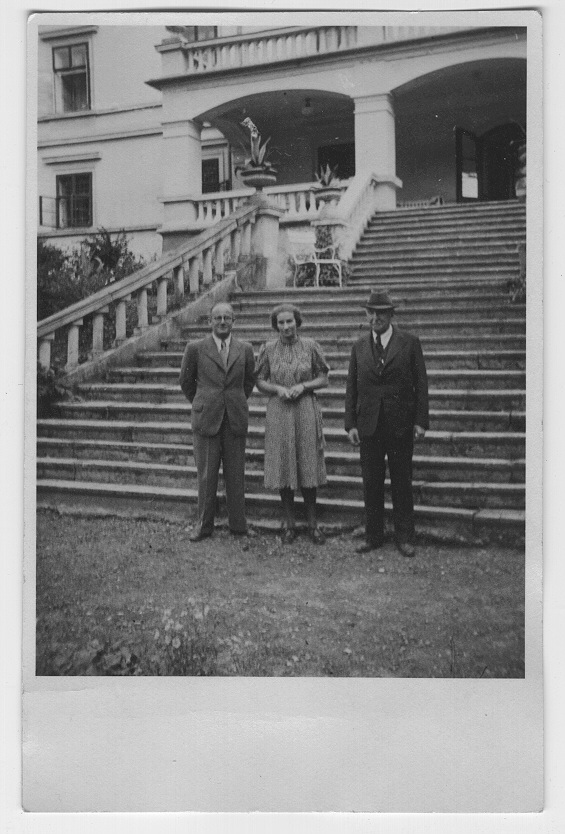
Prof. MUDr. Vratislav Jonáš s manželkou MUDr. Marií Wichterlovou a jejím otcem Lambertem Wichterle na zámku ve Slavičíně

Vratislav Jonáš byl nejstarším synem Antonína Jonáše, učitele na měšťanské škole v I. pražském obvodu, který pocházel z Loun. Matka Vratislava Jonáše Marie Moravcová (* 1868) se narodila v Kouřimi. Jeho bratři Jiří a Jaromír se stali právníky.

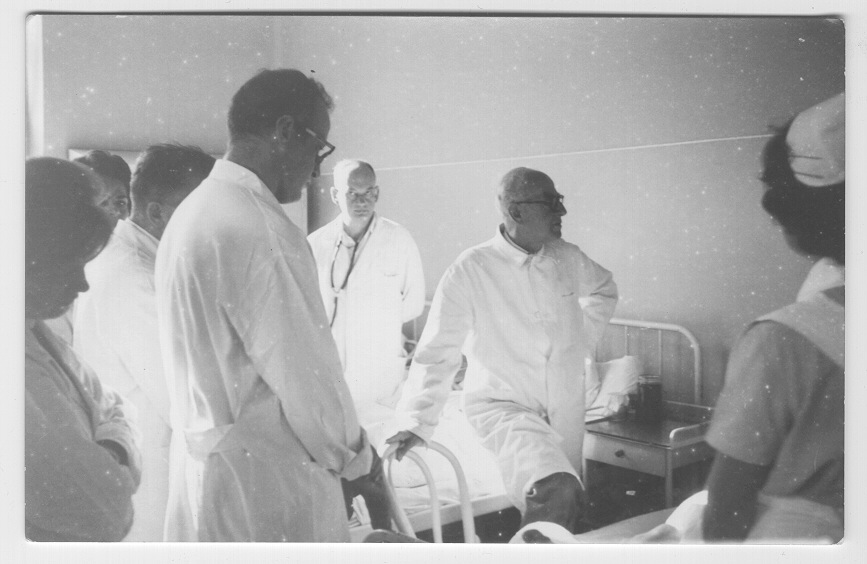
Prof. MUDr. Vratislav Jonáš a v popředí syn MUDr. Radim Jonáš

Vratislav Jonáš vystudoval lékařskou fakultu Univerzity Karlovy a po promoci v roce 1923 pracoval na I. lékařské klinice v Praze, od roku 1927 jako asistent, od 1933 jako zastupující přednosta habilitovaný z patologie a terapie chorob vnitřních a od roku 1942 jako přednosta. Mezi lety 1950 a 1952 byl primářem interního oddělení v motolské nemocnici, poté na I. interní klinice LFH UK. 1952 obdržel řádnou profesuru na lékařské fakultě UK.
Badatelsky se Jonáš orientoval zpočátku na endokrinologii, 1932 vydal průkopnickou práci o Cushingově syndromu. Později se stala jeho hlavní výzkumnou oblastí kardiologie. Jeho Obecná kardiologie (1950) a Speciální kardiologie (1. díl 1957, 2. díl 1962) získaly mezinárodní ocenění, přeloženy byly do ruštiny jako Kliničeskaja kardiologija (1966, 21968) a Častnaja kardiologija 1. díl (1960, 2/1962, 3/1963) a Častnaja kardiologija 2. díl (1963). Byl postihován komunistickým režimem.[zdroj?] Až 25. října 1968, k 50. výročí vzniku ČSR byl in memoriam odměněn „Cenou Univerzity Karlovy“. Pohřben je v rodinné hrobce na hřbitově poutního kostela sv. Jana Křtitele v Paštikách.

### Rodina
První manželka Drahomíra, rozená Deylová († 1931) byla dcera majitele továrny ve Vinoři. Druhou manželkou se 1933 stala lékařka Marie Wichterlová (1903–1996), pocházející z rodiny prostějovských podnikatelů. Její otec Lambert Wichterle byl spolu s bratrem Karlem spolumajitelem firmy Wichterle a Kovářík (Wikov), jejím bratrancem byl chemik prof. Otto Wichterle (1913–1998), sestřenicí sochařka Hana Wichterlová (1903–1990) a synovcem klavírista Igor Ardašev. Jonášovi měli 4 děti: Radima (1935–2008) a Neklana (* 1937), kteří pokračovali v lékařské profesi, Radvanu (1936–2000), která působila v sociálních službách, a Petra (1941–2014), který se stal dirigentem a do 2006 ředitelem Severočeského divadla opery a baletu v Ústí nad Labem. Vnučka Hana Jonášová (* 1966, dcera Petra Jonáše), zpěvačka - sólistka Opery Národního divadla v Praze. Vnučka Milada Jonášová (dcera Radima Jonáše) je muzikoložka a vědecká pracovnice v Ústavu dějin umění Akademie věd ČR.

## Publikace
- Klinická kardiologie, Praha: Zdravotnické nakladatelství, 1950, 748s.
- Speciální kardiologie, 1. díl, Praha: Státní zdravotnické nakladatelství 1958 [na tit. listě chybně] 1957, 918s.
- Speciální kardiologie, 2. díl, Praha: Státní zdravotnické nakladatelství 1962, 656s.
- Kliničeskaja kardiologija, Perevod s češskogo izdanija Klinická kardiologie, Praga: Gosudarstvennoje izdatel’stvo medicinskoj literatury, 1. izdanije: 1966, 970s., 2. izdanije: 1968, 1047s.
- Častnaja kardiologija, 1. díl, Perevod s češskogo izdanija Speciální kardiologie, Praga: Gosudarstvennoje izdatel’stvo medicinskoj literatury, 1. izdanije: 1960, 2. izdanije: 1962, 3. izdanije: 1963, 1072s.
- Častnaja kardiologija, 2. díl, Perevod s češskogo izdanija Speciální kardiologie, Praga: Gosudarstvennoje izdatel’stvo medicinskoj literatury, 1. izdanije: 1963, 820s.